# 5761 (ano hebraico)
5761 (hebraico: ה'תשס"א) foi um ano hebraico correspondente ao período após o pôr do sol de 29 de setembro de 2000 até ao pôr do sol de 17 de setembro de 2001 do calendário gregoriano.
| Mês judaico | Calendário gregoriano                                                                   |
| ----------- | --------------------------------------------------------------------------------------- |
| Tishrei     | após o pôr do sol de 29 de setembro de 2000 até ao pôr do sol de 29 de outubro de 2000  |
| Cheshvan    | após o pôr do sol de 29 de outubro de 2000 até ao pôr do sol de 27 de novembro de 2000  |
| Kislev      | após o pôr do sol de 27 de novembro de 2000 até ao pôr do sol de 26 de dezembro de 2000 |
| Tevet       | após o pôr do sol de 26 de dezembro de 2000 até ao pôr do sol de 24 de janeiro de 2001  |
| Shevat      | após o pôr do sol de 24 de janeiro de 2001 até ao pôr do sol de 23 de fevereiro de 2001 |
| Adar        | após o pôr do sol de 23 de fevereiro de 2001 até ao pôr do sol de 24 de março de 2001   |
| Nissan      | após o pôr do sol de 24 de março de 2001 até ao pôr do sol de 23 de abril de 2001       |
| Iyyar       | após o pôr do sol de 23 de abril de 2001 até ao pôr do sol de 22 de maio de 2001        |
| Sivan       | após o pôr do sol de 22 de maio de 2001 até ao pôr do sol de 21 de junho de 2001        |
| Tammuz      | após o pôr do sol de 21 de junho de 2001 até ao pôr do sol de 20 de julho de 2001       |
| Av          | após o pôr do sol de 20 de julho de 2001 até ao pôr do sol de 19 de agosto de 2001      |
| Elul        | após o pôr do sol de 19 de agosto de 2001 até ao pôr do sol de 17 de setembro de 2001   |

## Dados sobre 5761
- Ano comum incompleto (chaserah): 353 dias
- Cheshvan e Kislev com 29 dias
- Ciclo solar: 21º ano do 206º ciclo
- Ciclo lunar: 4º ano do 304º ciclo
- Ciclo Shmita: Ano de Shmita

## Fatos históricos
- 1931º ano da destruição do Segundo Templo
- 53º ano do estabelecimento do Estado de Israel
- 34º ano da libertação de Jerusalém